# خروتس
خروتس (به لاتین: Chrüz) یک کوه در سوئیس است که در کانتون گراوبوندن واقع شده‌است. خروتس ۲٬۱۹۶ متر بالاتر از سطح دریا واقع شده‌است.